# Ivești (gmina w okręgu Vaslui)
Ivești – gmina w Rumunii, w okręgu Vaslui. Obejmuje tylko jedną miejscowość Ivești. W 2011 roku liczyła 2409 mieszkańców.